# New Amsterdam (Guyana)
New Amsterdam is de op twee na grootste plaats in Guyana na de hoofdstad Georgetown en Linden, en de hoofdplaats van de regio East Berbice-Corentyne. New Amsterdam ligt aan de Berbice ongeveer 6 km ten zuiden van de monding met de Atlantische Oceaan. Het ligt ongeveer 94 km zuidoostelijk van Georgetown. New Amsterdam telde 17.329 inwoners bij de volkstelling van 2012.

## Geschiedenis
In de jaren 1730 bevond een naamloos dorpje bij de monding van de Canje met de Berbice en bestond uit een paar huizen, een herberg, een Lutherse kerk, en twee smederijen. In 1740 werd Fort Sint Andries bij het dorp gebouwd. De hoofdplaats van de Nederlandse kolonie Berbice bevond zich bij Fort Nassau, maar werd in 1763 tijdens de slavenopstand van Berbice verlaten. Rond 1784 werd het dorp hernoemd tot Nieuw Amsterdam. In de jaren 1780 werd het de hoofdplaats van de kolonie Berbice.
In 1815 werd Berbice een Britse kolonie. In 1831 werd het samengevoegd tot Brits-Guiana en verloor New Amsterdam de status van hoofdplaats. In 1844 kreeg het de status van town (iets kleiner dan stad), en in 1868 werd de New Amsterdam Town Hall gebouwd.
Een deel van de binnenstad is gebouwd in Nederlands koloniale stijl.  In 1819 werd de Mission Chapel gebouwd door John Wray als de eerste kerk in de kolonie waar slaven welkom waren. In 1823 werd de kerk verwoest door brandstichting en is in 1825 weer opgebouwd. Een bijzonder gebouw is de Fort Canje Mandir, een tempel bij de Canje rivier die zowel door christenen, hindoes als moslims wordt gebruikt.
In 2000 werd een campus van de Universiteit van Guyana geopend in New Amsterdam.

## Transport
De kustweg loopt naar Corriverton bij de Surinaamse grens. Een andere belangrijke weg loopt langs de oostelijke oever van de Berbicerivier. In 2008 werd de Berbicebrug, een 1.570 meter lange pontonbrug, over de rivier gebouwd die New Amsterdam verbindt met Georgetown.

## Geboren in New Amsterdam
- Viola Burnham (1930–2003), vicepremier, vicepresident en echtgenote van Forbes Burnham
- Hermina Huiswoud (1905–1998), politiek activiste
- Edward Luckhoo (1912–1998), gouverneur van Guyana en waarnemend president

## Partnerstad
- Midland, Texas, Verenigde Staten

- Gemeinsame Normdatei: 4405062-8
- Library of Congress Control Number: n79082992
- National Archives and Records Administration: 10044791
- Nationale Bibliotheek van Tsjechië: ge1044729
- Nationale Bibliotheek van Israël: 987007548081905171
- Virtual International Authority File: 124323318
- WorldCat: E39PBJjxvWvd9rxBJTHMt9mKh3

Corriverton · Kasjoe-eiland · Moleson Creek · New Amsterdam · Oreala · Port Mourant · Rose Hall · Sakuru · Wel te Vreeden